# RK Celje

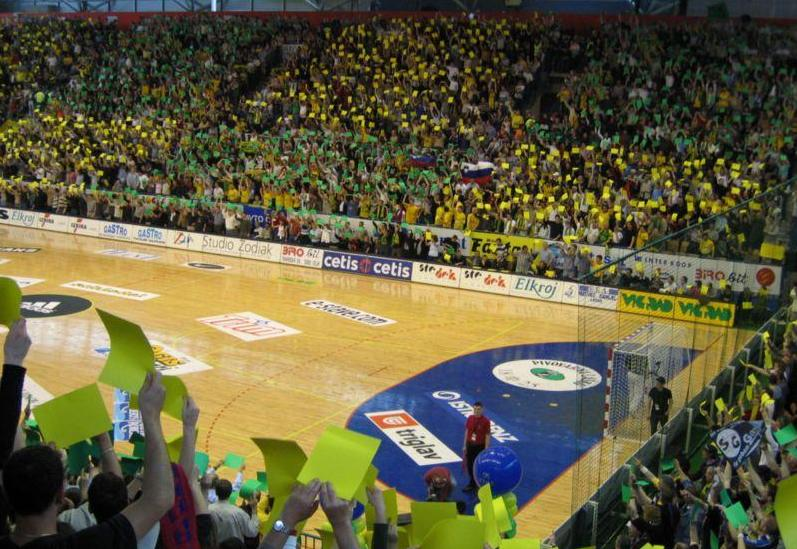
Publiken under en match med RK Celje i Dvorana Zlatorog, 2007.

Rokometni klub Celje Pivovarna Laško (RK Celje) är en handbollsklubb från Celje i Slovenien, bildad 1947 som handbollssektionen i ŠD Kladivar Celje. Handboll hade dock börjat spelas i staden året innan. 1964 gick Kladivar ihop med den andra handbollsklubben i staden, Partizan Celje, och bildade ŽRK Celje. Från 1978 till 1990 hette klubben RK Aero Celje på grund av ett sponsoravtal. Sedan den 17 september 1990 heter klubben RK Celje Pivovarna Laško efter ett sponsoravtal med ölbryggeriet med samma namn.
RK Celje är Sloveniens mest framgångsrika handbollsklubb, framför allt sedan landets självständighet 1991. Internationellt har klubben vunnit Champions League 2004.

## Meriter
- Slovenska mästare: 25 (1992, 1993, 1994, 1995, 1996, 1997, 1998, 1999, 2000, 2001, 2003, 2004, 2005, 2006, 2007, 2008, 2010, 2014, 2015, 2016, 2017, 2018, 2019, 2020, 2022)
- Slovenska cupmästare: 21 (1992, 1993, 1994, 1995, 1996, 1997, 1998, 1999, 2000, 2001, 2004, 2006, 2007, 2010, 2012, 2013, 2014, 2015, 2016, 2017, 2018)
- Champions League-mästare 2004

## Spelare i urval
- Mirko Alilović (2010–2011)
- Dragan Gajič (2000–2003, 2004–2009, 2010–2011)
- Eduard Koksjarov (1999–2011)
- Beno Lapajne (1991–1993, 1994–1995, 1996–1999, 2008–2010)
- Petar Metličić (2010–2012)
- Jure Natek (2003–2007)
- Aleš Pajovič (–2003, 2009–2011)
- Dejan Perić (1995–2004, 2011–2013)
- Carlos Prieto (2010–2012)
- Roman Pungartnik (–2002)
- Sjarhej Rutenka (2001–2005)
- Gorazd Škof (2004–2008)
- Dragan Škrbić (1998–2000)
- Denis Špoljarić (2006–2007)
- Renato Sulić (2006–2009)
- Alem Toskić (2007–2013)
- Renato Vugrinec (1997–2004, 2009–2010)
- Uroš Zorman (2004–2006, 2009–2010)
- Luka Žvižej (–1999, 2000–2003, 2010–2017)